# Berna González Harbour
Berna González Harbour (* 1965 in Santander, Kantabrien) ist eine spanische Journalistin und Schriftstellerin.

## Biografie
Nach Abschluss ihres Journalismusstudiums an der Fakultät für Kommunikationswissenschaften an der Universität Complutense Madrid arbeitete sie unter anderem als Journalistin bei der Tageszeitung El País und als Literaturkritikerin beim Programm Hoy por Hoy des Radiosenders Cadena SER und bei der Kulturzeitschrift Zenda. Zwischen 1988 und 1990 war sie Teil des internationalen Ressorts von El País. Nach ihrer Zeit bei den Tageszeitungen El Sol und El Periódico de Catalunya, wo sie als Moskaukorrespondentin tätig war, trat sie ab 1996 erneut in die Dienste von El País. Dort war sie Teil der Arbeitsgruppe, die für den Launch der Onlinefassung der Tageszeitung verantwortlich ist. Später wurde sie Teil des internationalen Ressorts, 2003 als Chefredakteurin, und der Sonntagsausgabe. Außerdem arbeitete sie als Herausgeberin der Kulturbeilage Babelia und ist seit Januar 2022 verantwortlich für das Tagesblatt der Zeitung. Zudem ist sie aktuell Mitarbeiterin des Radiosenders Cadena SER.
Ihr Debüt als Schriftstellerin feierte sie mit der Erzählung Viaje al fondo de un embudo (dt.: Reise zum Grund eines Schwindels), für die sie bei der Verleihung des Premio Nacional de Poesía José Hierro 1995 gewürdigt wurde.
Im Jahr 2012 erschien ihr Kriminalroman Verano en rojo (dt.: Roter Sommer) und 2024 in der Übersetzung von Kirsten Brandt auch auf Deutsch. Darin muss Kommissarin María Ruiz einen rätselhaften Mord an einem gefesselten Jugendlichen im Madrider Stadtpark aufklären, der bald mit einer weiteren Leiche eines Jungen in Verbindung steht; die Ermittlungen führen in das Milieu von Internaten und religiösen Sommerlagern, während die komplexen sozialen Hintergründe der Opfer und ihrer Familien beleuchtet werden. Der Roman zeichnet ein vielschichtiges Bild der Gesellschaft und gibt eine authentische Darstellung der Ermittlerfiguren.
Dieselbe Protagonistin taucht auch in ihren Nachfolgewerken Margen de error (2014; dt.: Fehlergrenze), Las lágrimas de Claire Jones (2017, Endrunde des Premio Hammett; dt.: Die Tränen Claire Jones‘) und El sueño de la razón (2019; dt.: Goyas Ungeheuer, Sieger des Premio Hammett) auf.
Neben dieser Buchreihe ist außerdem ihre Erzählung Arrepentida (dt.: Büßerin) innerhalb der Sammlung von Kriminalgeschichten namens Charco negro (2013; dt.: Schwarze Pfütze) erschienen, an der mehr als 20 Autorinnen und Autoren aus Argentinien und Spanien mitwirkten. Sie hat außerdem die Romane Los ciervos llegan sin avisar (2015; dt.: Hirsche kommen ohne Ankündigung), El pozo (2021; dt.: Der Brunnen) und die Biografie Goya en el país de los garrotazos (2022; dt.: Goya im Land der Knüppelschläge) verfasst.

## Preise und Auszeichnungen
- 1995: Würdigung des Premio Nacional de Poesía José Hierro
- 2018: Premio de la Asociación de Libreros de Cantabria für "ihre Verteidigung der Frau in der Wirklichkeit und der Fiktion"
- 2018: Finalistin des Premio Dashiell Hammett
- 2019: Premio Estrañi de manos de la Asociación de Periodistas de Cantabria für "ihren Beitrag zum Journalismus und der Literatur"
- 2020: Premio Dashiell Hammett de novela negra während der Semana Negra de Gijón für ihren 2019 veröffentlichten Kriminalroman El sueño de la razón[8]

## Romane

### Buchreihe mit Kommissarin Ruiz
- Verano en rojo, RBA, 2012
- Margen de error, RBA, 2014
- Las lágrimas de Claire Jones, Ediciones Destino, 2017
- El sueño de la razón, Ediciones Destino, 2019

### Weitere
- Los ciervos llegan sin avisar, RBA, 2015